# Покров Богородичен
 Тази статия е за Покров Богородичен.  Вижте също: Покров Богородичен (фондация).
Покров Богородичен (от църковнославянски: покривало; тълкува се като покровителство) е народен и православен празник, празнуван на 1 октомври, според Новоюлианския календар. В традицията на Църквата денят се свързва с явяването (около 10 часа вечерта на тази дата - по Юлианския календар, във връзка с което придържащите се към него за богослужебни цели празнуват на 14 октомври по Григорианския календар) на Света Богородица (редом с други небесни сили) в църквата във Влахерна през 10 век, което се смята за доказателство, че и след успението си (физическа си смърт), тя продължава да се застъпва и да се моли (преди всичко - на Исус Христос) за хората и максимално им помага. В знак на благодарност към Девата, за защитата й тогава (срещу вражеско нападение над Константинопол) и изобщо, в Православната църква той е считан за един от като най-важните християнски празници.

## Появата на Богородица
Според църковното предание на 1 октомври 910 г. (при император Лъв Премъдри) арабите (наричани и сарацини) нахлуват във Византия, но Дева Мария дава уверение на населението на столицата, че няма да пострада, както и че ще окаже помощ на всички християни. По това време в храма във Влахерна се пази безценна християнска светиня – една от дрехите на Пресвета Богородица. Край нея се събират много вярващи, за да молят Господ за защита и според легендата, докато се молят, един от тях - Св. Андрей Юродиви - съзира, поглеждайки към купола на сградата, самата Богородица. Показва я на своя ученик блаженият Епифаний и той потвърждава, че също я е видял. Двамата са изумени от гледката, забелязвайки и че във въздуха Пресвета Богородица е заобиколена от ангели, апостоли и пророци. Тя коленичи и се примолва на Бог Син, после се изправят и като си сваля връхната дреха (омофора си или своеобразния си шал със същото име), тя разстила или издига това покривало над присъстващите в знак на защита (а от Исус измолва закрила на всички вярващи в него). Твърди се, че това е помогнало и арабите са отблъснати от град Константинопол (който може да са смятали да обсаждат или да разграбват околностите му), а на присъстващите и на жителите и гостите му става известно, че именно Богородица ги е спасила.

## История на празника
Предполага се, че празникът (датиран, според горното в X век, макар че е възможно, както да е по-стар, така и да не е съществувал все още тогава) е честван от гръцките/византийските православни църкви известно време след повода за учредяването му, но по-късно е забравен или забранен.
В Киевска Рус той е въведен от киевския княз св. Андрей Боголюбски около 1164 г., когато князът построява на река Нерл една от най-красивите руски църкви на град Владимир, която нарича "Покров Богородичен". Много други православни църкви и манастири също носят името на Покрова на Пресвета Богородица. От Руската църква празникът е заимстван в Българската православна църква през 19 век.